# Río Waimakariri

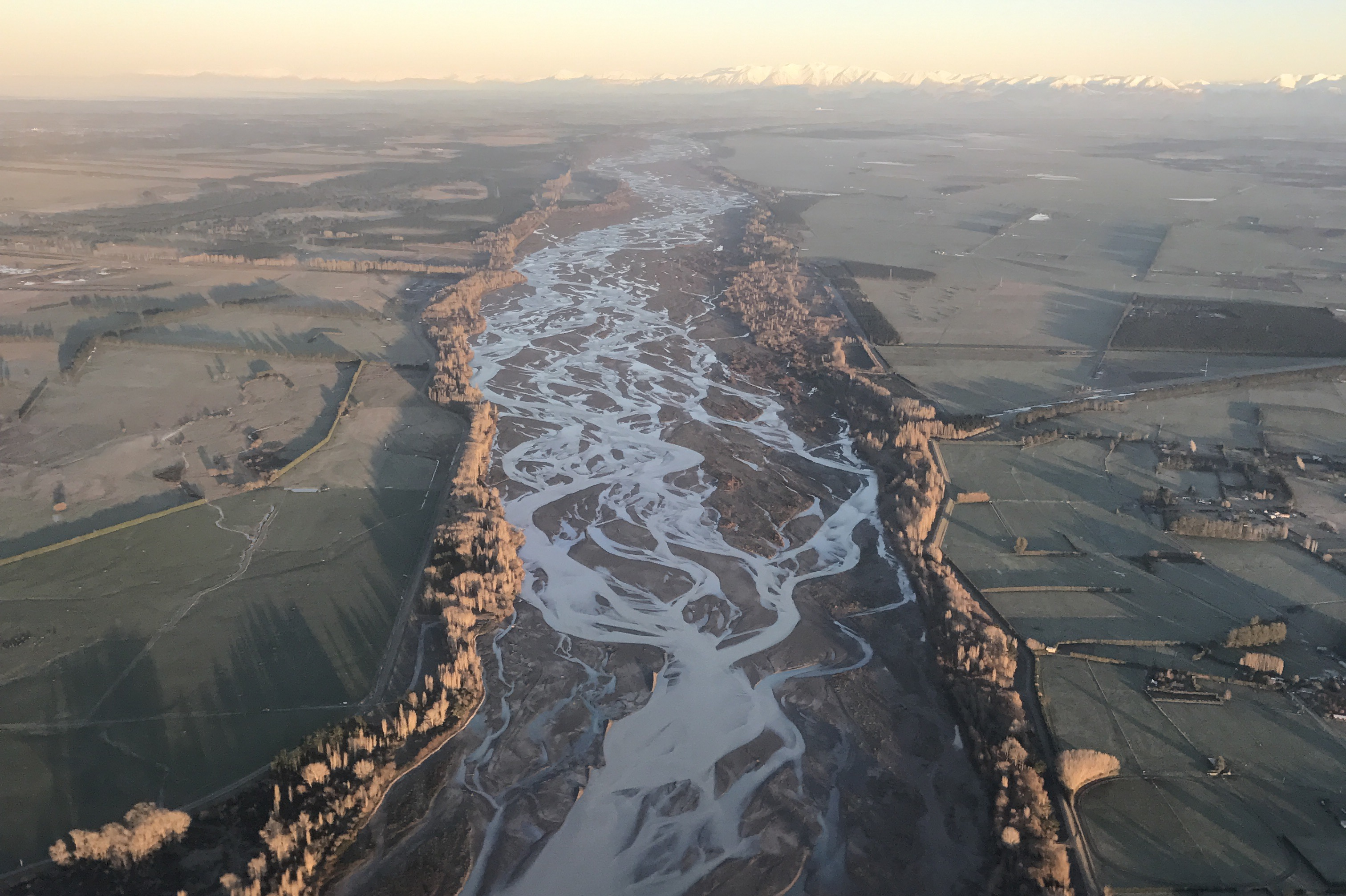
Vista del Waimakariri mirando hacia los Alpes del Sur

El río Waimakariri es uno de los ríos más grandes de Canterbury, en la costa este de la isla Sur de Nueva Zelanda. Fluye a lo largo de 151 kilómetros generalmente hacia el sureste desde los Alpes del Sur a través de las llanuras de Canterbury hasta el océano Pacífico.
El río nace en las laderas orientales de los Alpes del Sur, ocho kilómetros al suroeste de Arthur's Pass. En gran parte de sus tramos superiores, el río está trenzado, con amplios lechos de tejas. Cuando el río se acerca a las llanuras de Canterbury, pasa a través de un cinturón de montañas y se ve obligado a entrar en un estrecho cañón (el desfiladero de Waimakariri), antes de volver a su forma trenzada para su paso por las llanuras. Entra en el Pacífico al norte de Christchurch, cerca de la ciudad de Kaiapoi.
En lugar de ser tierras de la corona desocupadas como la mayoría de los lechos de los ríos de Nueva Zelanda, el lecho del río Waimakariri pertenece al Consejo Regional de Canterbury (Environment Canterbury).

## Nombre
Se desconoce la etimología maorí exacta del nombre Waimakariri. La traducción más común del nombre es "río de agua fría", derivada de las palabras maoríes wai, que significa agua, y makariri, que significa frío. Además, tanto mākā como riri se traducen individualmente como vigorosos o enfurecidos respectivamente, lo que dificulta la determinación del origen etimológico exacto del nombre. El río fue brevemente renombrado como el río Courtenay en 1849 por el topógrafo jefe de la Asociación de Canterbury, Joseph Thomas, en honor a Lord Courtenay. Sin embargo, este nombre rápidamente cayó en desuso a favor del nombre tradicional maorí. El Waimakariri se conoce coloquialmente como el 'Waimak', una abreviatura del nombre maorí.

## Geografía
La fuente del Waimakariri se encuentra en los Alpes del Sur, en la cabecera de un valle al oeste de Arthur's Pass, donde se alimenta principalmente del deshielo y la escorrentía glacial. El río fluye en dirección sur, antes de girar hacia el este alrededor de la base del monte Stewart. En esta etapa, el río se trenza y se une al río Bealey a medida que fluye a través de amplios lechos de tejas.
A medida que el río Esk se une al río, el río Waimakariri se ve obligado a entrar en una estrecha serie de gargantas. Esto continúa a medida que el río fluye a través de las estribaciones de los Alpes del Sur, y es utilizado por el ferrocarril Midland Line como parte de su recorrido por los Alpes del Sur. El río sale de las estribaciones de la garganta de Waimakariri, momento en el que vuelve a expandirse.
Una vez en las llanuras de Canterbury, el Waimakariri fluye aproximadamente de este a sureste hacia el océano Pacífico. Al igual que con otros sistemas fluviales trenzados, los canales principales cambian con frecuencia dentro del lecho del río primario, especialmente durante períodos de altos caudales. La evidencia geológica indica que esta movilidad se ha extendido al río mismo en el pasado, a veces fluyendo a través de la ubicación actual de Christchurch hacia lo que ahora es el estuario de Avon Heathcote, y en una ocasión fluyendo hacia el lago Ellesmere/Te Waihora, al sur de la península de Banks. Para proteger Christchurch y otros asentamientos cerca del río, se han construido múltiples protecciones contra inundaciones a ambos lados del río desde el asentamiento europeo, que data de la Ley de Ríos de Canterbury de 1868.
El río actualmente llega al océano Pacífico justo al norte de Christchurch, desaguando en la bahía de Pegasus a través del Brooklands Lagoon. El Waimakariri marca una de las pocas rupturas en los aproximadamente 50 km  de longitud de la bahía de Pegasus. Junto con otros dos ríos que entran en la bahía de Pegasus (río Ashley / Rakahuri y río Waipara), el Waimakariri es casi enteramente responsable de los sedimentos que se depositan en la bahía y su llanura costera.

## Puentes
Debido al tamaño del río, solo un número limitado de puentes cruzan el Waimakariri. De aguas arriba a aguas abajo, los puentes actuales son:

### Puente Bealey
43°01′11″S 171°35′47″E / -43.01981, 171.5964
El puente Bealey se encuentra inmediatamente aguas arriba de donde el río Bealey desemboca en el Waimakariri. Es parte de la State Highway 73. El puente Bealey es de un solo carril, con una bahía de paso en el medio. Está en una ubicación remota y no es adecuado para peatones.

### Puente Kiwirail #42
43°00′42″S 171°42′53″E / -43.01153, 171.7148
A unos 10 kilómetros río abajo del puente Bealey, la línea Midland cruza el río. Kiwirail registra este  puente como el número 42 en su lista de activos de puentes. Se encuentra donde desemboca Red Beech Stream en Waimakariri.

### Puente Mount White
43°00′21″S 171°44′49″E / -43.00573, 171.74686
El puente Mount White está, en línea recta, ubicado a 2.7 kilómetros río abajo del puente Kiwirail. Es mucho más antiguo que el puente Bealey. El estribo en la margen izquierda del Waimakariri se encuentra dentro del delta creado por el río Hawdon.

### Puente Waimakariri Gorge
43°21′36″S 172°03′01″E / -43.35987, 172.05027
El puente Waimakariri Gorge está, en línea recta, ubicado a 46 kilómetros río abajo del puente Mount White. Este puente se completó en 1877 y originalmente sirvió tanto para el tráfico por carretera como por ferrocarril (de la sucursal de Oxford). El puente está inscrito en el registro del Patrimonio de Nueva Zelanda como estructura de Categoría II.

### Puentes SH1 Waimakariri
43°24′55″S 172°38′48″E / -43.41519, 172.64672
Los puentes SH1 Waimakariri son puentes gemelos que conectan Christchurch con la región al norte del río Waimakariri a través de la carretera estatal 1. Se encuentra a 48 kilómetros aguas abajo del puente Waimakariri Gorge. Como parte de la autopista del norte de Christchurch, cada puente se amplió de dos a tres carriles durante 2020, además de un carril bici agregado.

### Puente Main North Road
43°24′47″S 172°39′05″E / -43.41310, 172.65137
A solo 400 metros aguas abajo de los puentes de la carretera estatal se encuentra el puente Main North Road, a menudo denominado Puente Viejo Waimakariri. Este puente de tráfico de dos carriles no es apto para caminar o andar en bicicleta.

### Puente Kiwirail #17
43°24′47″S 172°39′05″E / -43.41293, 172.65151
Inmediatamente aguas abajo del puente Main North Road, la Main North Line cruza el río. Kiwirail registra este puente como el número 17 en su lista de activos de puentes.
| photo of a bridge over a river, with snow capped mountains in the background |
| Puente Bealey                                                                |

| photo of two locomotives pulling a train over a bridge |
| Puente Kiwirail 42                                     |

| photo of a bridge over a river |
| Puente Mount White             |

| photo of a bridge high above over a river |
| Puente Waimakariri Gorge                  |

| view across a river between two bridges |
| Puentes SH1 (mirando al norte)          |

| photo of a bridge over a river |
| Puente Main North Road         |

| photo of a bridge over a river                                 |
| Puente Kiwirail 17 (puente de carretera adyacente en el fondo) |

## Ecología
Como uno de los ríos más grandes de las llanuras de Canterbury, el Waimakariri es un hábitat importante para la vida silvestre, incluidas muchas especies en peligro de extinción tanto de plantas como de animales. Las secciones secas del lecho del río son el hogar de los charranes de frente negra, donde las trenzas en el río proporcionan una barrera natural a los depredadores. El río y sus afluentes son el hogar de múltiples especies nativas, como el cangrejo de río/Kōura, la anguila de aleta larga de Nueva Zelanda, la anguila de aleta corta, así como muchas otras especies de lampreas e invertebrados. El río es también uno de los pocos hábitats que quedan para el pez fango de Canterbury (kowaro), en peligro crítico de extinción, que anteriormente habitaba humedales en las llanuras de Canterbury, mientras que una parte de su orilla alberga una de las dos únicas poblaciones restantes conocidas de Olearia adenocarpa.
Los peces introducidos también son comunes a lo largo de la totalidad del río Waimakariri, lo que hace que el río sea un lugar popular para la pesca. Como ocurre con la mayor parte de Nueva Zelanda, esto incluye principalmente trucha marrón y arco iris, así como salmón Chinook (Oncorhynchus tshawytscha). La población de salmones se remonta a principios de la década de 1900, cuando fueron introducidos desde California, y resulta en grandes corridas de salmones cerca de la desembocadura del río en verano.

## Desarrollo

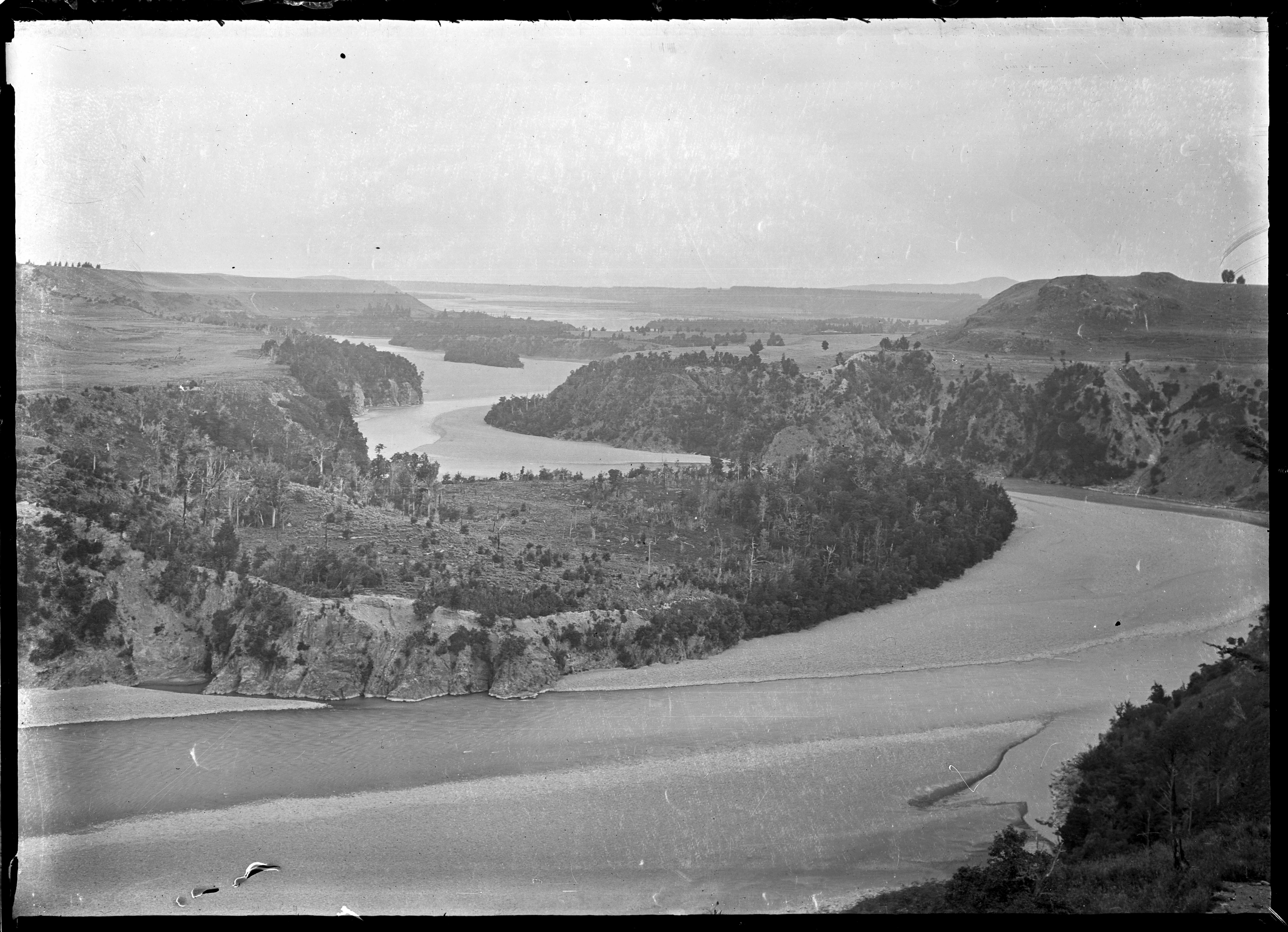
Vista del río en Kowai Bush cerca de Springfield, 1927

En 1923, el río se investigó principalmente para una presa hidroeléctrica para suministrar electricidad a Christchurch. Recibió el apoyo de la comunidad, pero la presa nunca se construyó ya que el gobierno ofreció electricidad a bajo costo del esquema del lago Coleridge.
El Central Plains Water Trust propone tomar 40 metros cúbicos por segundo de agua de dos puntos en el río Waimakariri como parte del plan de mejora de Central Plains Water.

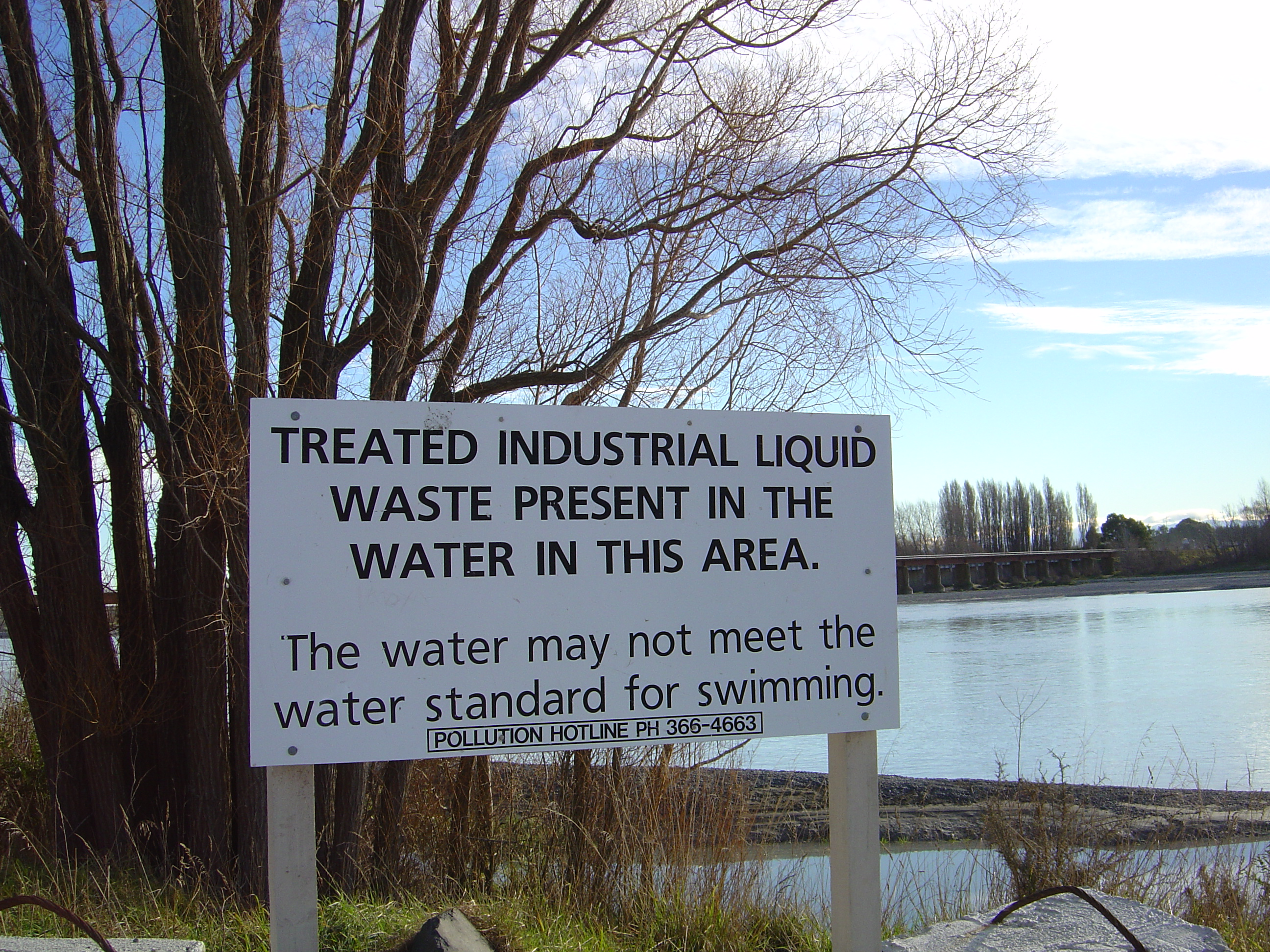
Un signo de contaminación del agua en la parte baja del río

## Contaminación
En 2007, el Waimakariri fue clasificado como uno de los diez ríos más contaminados de Nueva Zelanda. Parte de la contaminación era causada por desechos líquidos de industrias como una planta procesadora de carne y estropajos de lana en las cercanías del río. Los desechos se vertían directamente en él, pero a partir de 2012 se canalizaron a la planta de tratamiento de aguas residuales municipal. Ha habido algunos problemas de incumplimiento con los consentimientos de recursos para la descarga de agua.